# هامور مذنب
الهامور المذنب أو سمك القد المذنب أو سمك الشعاب (الاسم العلمي Epinephelus morrhua)، سمك قاعي من الهامور وفصيلة القرفصية. موطنه منطقة المحيط الهادي الهندي.
يعيش الهامور المذنب بالقرب من الشعاب المرجانية على أعماق تتراوح بين 80 و370 م (260 إلى 1,210 قدم). طوله متر ويزن 10 كجم.
هذه النوع من الهامور يأوي العديد من أنواع الطفيليات، بما في ذلك المولدات أحادية المونوكسين.